# Superheroes
Superheroes var et dansk indieband, som blev dannet i 1996 og opløst i 2006. Tre af bandmedlemmerne fortsatte videre i gruppen Private.

## Historie
Det hele starter tilbage i 1993 i den lille landsby Oddense, der ligger lidt nordvest for Skive, hvor Thomas Troelsen og Asger Tarpgård, der har kendt hinanden siden børnehaven, som 12-årige danner deres første band. De laver nogle forskellige musikalske projekter inden de tre år senere slår sig samme med Tanja Simonsen og kort tid efter resten af det oprindelige line-up i Superheroes. Bandnavnet stammer fra titlen på én af Troelsens tidligere sange. 
De får hurtigt skrevet en række sange, og i 1997 udgiver de deres demo, også kendt som "Det Blå Album", på grund af coveret. Den bliver indspillet i den lokale musikstudie Twilight Studio og mixet af Leo Stengaard. Samtidigt begynder de også at spille til fester rundt omkring i lokalområdet, blandt andet til flere gymnasiefester på Skive Gymnasium og HF. 
Nummeret "Naive" fra demoen bliver et hit i P3-programmet "Det Elektriske Barometer".
Optændt af deres succes med demoen, pakker Superheroes i vinteren 1997 instrumenterne og drager til Tambourine Studios i Malmö for at indspille det, der bliver deres debutalbum "Dancing Casanova". Pladeselskabet Crunchy Frog Records hører dem, og de bliver enige om en kontrakt på én plade, der sidenhen bliver fornyet et par gange. 
Albummet "Dancing Casanova" udkommer i maj 1998 og får god presseomtale og fine anmeldelser; en del af opmærksomheden rettes dog mod bandets unge alder (Troelsen, Tarpgaard og Simonsen var 16-17 år, da albummet udkom). Sangene "See You at the Railroads" og 'I Touched Her Legs' vækker opsigt, og bandet roses bl.a. af Beck.
I slutningen af 1998 bliver Lars Hovendal dog nødt til at tage til Kina på grund af sit arbejde, og i stedet træder Bjarke Staun ind i bandet som bassist (og senere endvidere guitarist og keyboardspiller).
Superheroes får også en del opmærksomhed som et forrygende liveband - ikke mindst takket være en meget energisk og karismatisk Troelsen i front. 
I 1999 spiller Superheroes en lang række koncerter; bl.a. første gang på Roskilde Festival, på Venue Festival og éndags-festivalen VibraCrunch i Malmö, arrangeret af deres eget pladeselskab Crunchy Frog og det svenske indielabel Vibrafon Records. Samme år bliver 'Dancing Casanova' udgivet i Japan, og bandet tager på en kort japansk promotionturné i foråret 1999, og ligeledes på en turné på den amerikanske østkyst i efteråret 1999.   
I løbet af sommeren og vinteren 1999 indspiller bandet deres andet album, 'Igloo', i Tambourine Studierne, hvorfra førstesinglen 'Johnny & I' udkommer i november 1999 og bliver et pænt radiohit. I marts 2000 følger albummet, til flot modtagelse i dags- og musikpressen. Samme sommer spiller bandet igen på Roskilde Festival, og har nu nået en sådan popularitet, at 5-6000 festivalgæster tropper op på Blå Scene, der kun kan rumme 2500. En omfattende forårsturné i eget navn og som support for D.A:D på deres efterårsturné samme år får yderligere konsolideret Superheroes som et fremragende liveband.
I 2001 vælger de at koncentrere sig om det udenlandske marked, og giver koncerter på en lang række festivaler rundt omkring i Europa. Herhjemme udkommer EP'en "Las Vegas" med titelmelodien "So Far" fra Tv-serien "Langt fra Las Vegas", der sidenhen viser sig at blive bandets største radiohit.
Efteråret og vinteren 2001 indspilles det tredje album "Superheroes", hvilket foregår i Thomas Troelsens eget nybyggede Delta Lab Studio. Bandet udgiver EP'en "Turn Me On" som en forløber i januar, og albummet 'Superheroes' udkommer i april 2002. I sommeren 2002 spiller Superheroes for tredje gang på Roskilde Festival (hvor de har fået æren af at åbne Orange Scene), på Midtfyns Festival og som en del af Grøn Koncert. I efteråret er bandet på Danmarksturné med labelvennerne Junior Senior.  
I løbet af 2003 udkommer EP'en 'The Ocean Diver' - med videoer og liveoptagelser, ligesom bandet så småt påbegynder arbejdet arbejdet på et nyt album.
Den 25. oktober 2004 udkommer det engelske pladeselskab Sidewinder Sounds et opsamlingsalbum, der fortrinsvist består af sange fra "Dancing Casanova" og "Igloo". Albummet får titlen "Behind Our Masks We Are Perfectly Ordinary People".
Det går dog stadigvæk trægt med at få indspillet det fjerde album, og den 11. oktober 2006 annonceres det at Superheroes er gået i opløsning. Dog vælger de tre oprindelige medlemmer; Thomas Troelsen, Asger Tarpgård og Tanja Simonsen  at fortsætte i deres nyopstartede band "Private", hvorfra det første album udkom i løbet af foråret 2007.

## Diskografi

### Studiealbums
- 1998: Dancing Casanova (Crunchy Frog)
- 2000: Igloo (Crunchy Frog)
- 2002: Superheroes (Crunchy Frog)

### Singler og ep'er
- 1998: See You at the Railroads (Crunchy Frog)
- 1999: Johnny and I (Crunchy Frog)
- 2001: Las Vegas (Crunchy Frog)
- 2002: Turn Me On (Crunchy Frog)
- 2003: The Ocean Diver (Crunchy Frog)

### Demoer
- 1996: The Blue One
- 1997: Superheroes

### Opsamlingsalbum
- 2004: Behind Our Masks We Are Perfectly Ordinary People (Sidewinder Sounds)